# Jamaïque aux Jeux olympiques d'été de 2016
La Jamaïque participe aux Jeux olympiques d'été de 2016 à Rio de Janeiro au Brésil du 5 août au 21 août. Il s'agit de sa 18e participation à des Jeux d'été.

## Athlétisme

### Hommes

#### Course
| Athlètes                                                  | Compétitions          | Séries         | Séries | Demi-finales | Demi-finales | Finales       | Finales           |
| --------------------------------------------------------- | --------------------- | -------------- | ------ | ------------ | ------------ | ------------- | ----------------- |
| Athlètes                                                  | Compétitions          | Temps          | Rang   | Temps        | Rang         | Temps         | Rang              |
| Usain Bolt                                                | 100 mètres            | 10 s 07        | 1er    | 9 s 86       | 1er          | 9 s 81        | Médaille d'or     |
| Yohan Blake                                               | 100 mètres            | 10 s 11        | 1er    | 10 s 01      | 2e           | 9 s 93        | 4e                |
| Nickel Ashmeade                                           | 100 mètres            | 10 s 13        | 2e     | 10 s 05      | 5e           | Éliminé       | Éliminé           |
| Usain Bolt                                                | 200 mètres            | 20 s 28        | 1er    | 19 s 78      | 1er          | 19 s 78       | Médaille d'or     |
| Nickel Ashmeade                                           | 200 mètres            | 20 s 15        | 1er    | 20 s 31      | 4e           | Éliminé       | Éliminé           |
| Yohan Blake                                               | 200 mètres            | 20 s 13        | 2e     | 20 s 37      | 6e           | Éliminé       | Éliminé           |
| Javon Francis                                             | 400 mètres            | 45 s 88        | 3e     | 44 s 96      | 5e           | Éliminé       | Éliminé           |
| Rusheen McDonald                                          | 400 mètres            | 45 s 22        | 2e     | 46 s 12      | 6e           | Éliminé       | Éliminé           |
| Fitzroy Dunkley                                           | 400 mètres            | 45 s 66        | 4e     | Éliminé      | Éliminé      | Éliminé       | Éliminé           |
| Kemoy Campbell                                            | 5 000 mètres          | 13 min 30 s 32 | 10e    | NC           | NC           | Éliminé       | Éliminé           |
| Omar McLeod                                               | 110 mètres haies      | 13 s 27        | 1er    | 13 s 15      | 1er          | 13 s 05       | Médaille d'or     |
| Deuce Carter                                              | 110 mètres haies      | 13 s 51        | 1er    | 13 s 69      | 6e           | Éliminé       | Éliminé           |
| Andrew Riley                                              | 110 mètres haies      | 13 s 52        | 3e     | 13 s 46      | 4e           | Éliminé       | Éliminé           |
| Annsert Whyte                                             | 400 mètres haies      | 48 s 37        | 1er    | 48 s 32      | 1er          | 48 s 07       | 5e                |
| Jaheel Hyde                                               | 400 mètres haies      | 49 s 24        | 4e     | 49 s 17      | 5e           | Éliminé       | Éliminé           |
| Roxroy Cato                                               | 400 mètres haies      | 48 s 56        | 4e     | DSQ          | /            | Éliminé       | Éliminé           |
| Asafa Powell Yohan Blake Nickel Ashmeade Usain Bolt       | Relais 4 × 100 mètres | 37 s 94        | 2e     | NC           | NC           | 37 s 27       | Médaille d'or     |
| Peter Matthews Nathon Allen Fitzroy Dunkley Javon Francis | Relais 4 × 400 mètres | 2 min 58 s 29  | 1er    | NC           | NC           | 2 min 58 s 16 | Médaille d'argent |

#### Concours
| Athlètes         | Compétitions     | Série    | Série | Finale   | Finale  |
| ---------------- | ---------------- | -------- | ----- | -------- | ------- |
| Athlètes         | Compétitions     | Résultat | Rang  | Résultat | Rang    |
| Damar Forbes     | Saut en longueur | 7,85 m   | 12e   | 7,82 m   | 12e     |
| Aubrey Smith     | Saut en longueur | NM       | /     | Éliminé  | Éliminé |
| Clive Pullen     | Triple saut      | 16,08 m  | 33e   | Éliminé  | Éliminé |
| O'Dayne Richards | Lancer du poids  | 20,40 m  | 12e   | 20,64 m  | 8e      |
| Fedrick Dacres   | Lancer du disque | 50,69 m  | 34e   | Éliminé  | Éliminé |

### Femmes

#### Course
| Athlètes                                                                                   | Compétitions          | Série         | Série | Demi-finales | Demi-finales | Finale        | Finale             |
| ------------------------------------------------------------------------------------------ | --------------------- | ------------- | ----- | ------------ | ------------ | ------------- | ------------------ |
| Athlètes                                                                                   | Compétitions          | Temps         | Rang  | Temps        | Rang         | Temps         | Rang               |
| Elaine Thompson                                                                            | 100 mètres            | 11 s 21       | 1er   | 10 s 88      | 1er          | 10 s 71       | Médaille d'or      |
| Shelly-Ann Fraser-Pryce                                                                    | 100 mètres            | 10 s 96       | 1er   | 10 s 88      | 1er          | 10 s 86       | Médaille de bronze |
| Christania Williams                                                                        | 100 mètres            | 11 s 27       | 2e    | 10 s 96      | 3e           | 11 s 80       | 8e                 |
| Elaine Thompson                                                                            | 200 mètres            | 22 s 63       | 2e    | 22 s 13      | 2e           | 21 s 78       | Médaille d'or      |
| Simone Facey                                                                               | 200 mètres            | 22 s 78       | 2e    | 22 s 57      | 3e           | Éliminé       | Éliminé            |
| Veronica Campbell-Brown                                                                    | 200 mètres            | 22 s 97       | 3e    | Éliminé      | Éliminé      | Éliminé       | Éliminé            |
| Shericka Jackson                                                                           | 400 mètres            | 51 s 73       | 1er   | 49 s 83      | 1er          | 49 s 85       | Médaille de bronze |
| Stephenie Ann McPherson                                                                    | 400 mètres            | 51 s 36       | 1er   | 50 s 69      | 2e           | 50 s 97       | 6e                 |
| Christine Day                                                                              | 400 mètres            | 51 s 54       | 1er   | 51 s 53      | 4e           | Éliminé       | Éliminé            |
| Simoya Campbell                                                                            | 800 mètres            | 2 min 02 s 07 | 7e    | Éliminé      | Éliminé      | Éliminé       | Éliminé            |
| Kenia Sinclair                                                                             | 800 mètres            | 2 min 03 s 76 | 7e    | Éliminé      | Éliminé      | Éliminé       | Éliminé            |
| Natoya Goule                                                                               | 800 mètres            | 2 min 00 s 49 | 3e    | Éliminé      | Éliminé      | Éliminé       | Éliminé            |
| Shermaine Williams                                                                         | 100 mètres haies      | 12 s 95       | 4e    | 12 s 86      | 5e           | Éliminé       | Éliminé            |
| Nickiesha Wilson                                                                           | 100 mètres haies      | 12 s 89       | 3e    | 13 s 14      | 7e           | Éliminé       | Éliminé            |
| Megan Simmonds                                                                             | 100 mètres haies      | 12 s 81       | 2e    | 12 s 95      | 5e           | Éliminé       | Éliminé            |
| Ristananna Tracey                                                                          | 400 mètres haies      | 54 s 88       | 1re   | 54 s 80      | 2e           | 54 s 15       | 5e                 |
| Leah Nugent                                                                                | 400 mètres haies      | 55 s 66       | 2e    | 54 s 98      | 3e           | 54 s 45       | 6e                 |
| Janieve Russell                                                                            | 400 mètres haies      | 56 s 13       | 2e    | 54 s 92      | 2e           | 54 s 46       | 7e                 |
| Aisha Praught                                                                              | 3 000 mètres steeple  | 9 min 35 s 79 | 8e    | NC           | NC           | 9 min 34 s 20 | 14e                |
| Christania Williams Elaine Thompson Veronica Campbell-Brown Shelly-Ann Fraser-Pryce        | Relais 4 × 100 mètres | 41 s 79       | 1er   | NC           | NC           | 41 s 36       | Médaille d'argent  |
| Stephenie Ann McPherson Anneisha McLaughlin-Whilby Shericka Jackson Novlene Williams-Mills | Relais 4 × 400 mètres | 3 min 22 s 38 | 1er   | NC           | NC           | 3 min 20 s 34 | Médaille d'argent  |

## Plongeon
Yona Knight-Wisdom est le premier Jamaïcain de l'histoire à participer à une épreuve de plongeon aux Jeux olympiques, après s'être qualifié pour les demi-finales de la Coupe du monde de plongeon en 2016,.